# 大島みづき
大島 みづき（おおしま みづき、1988年5月6日 - ）は、日本のグラビアアイドル、アイドル歌手。

## 来歴
1988年5月6日、神奈川県に生まれる。
2006年3月、小泉瑠美（現長谷川瑠美）と「NO KISS」を結成。ユニット名は『サンケイスポーツ』で一般公募。KICK THE CAN CREWのMCUがしゃれで応募したネーミングが採用された。同年11月、『ルドイア☆星惑三第』（日本テレビ）の番組内のオーディションにて「土星アイドル」として合格。以降同番組の企画により土星ろろ（つちぼしろろ）の名前で活動する。
2007年3月、『週刊ヤングサンデー』（小学館）創刊20周年企画でアメーバブログ（サイバーエージェント）とコラボレーションした『ミスYS・アメブロ乙女学院』というネット投票型オーディションに参加。

## プロフィール
- 趣味・特技：映画、音楽鑑賞、韓国語、料理、空手
- AKB48の小嶋陽菜と仲が良く、2010年の『サプライズはありません』（於：国立代々木競技場第一体育館）[3]公演や2012年の『見逃した君たちへ2』（於：TOKYO DOME CITY HALL）[4]公演観覧時には楽屋を訪れたことも。また大島麻衣（元AKB48）とも仲が良く、双方のブログでも「W大島」[5][6]と紹介されるほどである。

## 出演作品

### テレビ
- ルドイア☆星惑三第（2006年10月7日～2007年9月29日、日本テレビ）レギュラー
- テスト・ザ・ネイション（2007年2月12日、テレビ朝日）
- ラジかるッ（2007年3月30日、日本テレビ）
- むちゃぶり!（2008年1月30日、TBS）
- 『ぷっ』すま（2008年2月26日、テレビ朝日）
- カートゥンKAT-TUN（2008年3月5日、日本テレビ）
- アグレッシブですけど、何か?（2008年3月15日(＃37 24:50~)・3月22日(＃38)、広島ホームテレビ）

### CM
- 「昔ながらのソース焼きそば」（東洋水産）2005年～2006年

### 映画
- ネットシネマ「Hice CooL～沖縄BOYS 2005～」ユカ役

### 雑誌
- 辰巳出版「スコラ」
- 集英社「週刊プレイボーイ」
- 主婦の友社「Cawaii」
- NO KISS名義
  - ドレミ楽譜出版社「月刊Songs」
  - 太田出版「QuickJapan」
  - オリコン・エンタテインメント「De-View」
  - 白夜書房「Audition」
  - 主婦の友社「Scawaii」「Cawaii」
  - ぴあ「Weeklyぴあ」

### ネット配信
- 携帯サイトヤングマガジン「裏ヤンマガ」

## リリース作品

### DVD
- challenge （2006年11月、エイベックス・マーケティング・コミュニケーションズ）
- HIGH SCHOOL GIRL's HIP!（2007年2月、エアーコントロール）
- ルドイア☆星惑三第（Vol.2 Vol.3 Vol.4 Vol.5 Vol.6 ファイナル、VAP）
- Angel Kiss~瞳の誘惑~（2007年5月、トリコロール）
- Cutie19（2008年2月20日、ラインコミュニケーションズ）
- Secret（2008年5月、竹書房）
- Profile19 大島みづき（2008年8月、オルスタックピクチャーズ）
- evolution（2008年11月、フォーサイドドットコム)

### 写真集
- Juicy Girl（2008年6月、彩文館出版） ISBN 978-4-7756-0313-0

### CD
- 「BIRTHDAY KISS」（2006年3月、PINK TORNADO LABEL、NO KISS名義）
- 「ルドイア☆星惑三第」（2007年3月、VAP、土星ろろ名義）
- 「いかすぜ! ユニバース」（2007年8月、VAP、土星ろろ名義）